# Олешково (Рыбинский район)
Оле́шково (иногда Але́шково) — деревня в Назаровском сельском поселении Рыбинского района Ярославской области .
Деревня расположена на левом более высоком берегу реки Малая Колокша, левого притока Волги. Вниз по течению, на юг от Олешково — деревня Губино, а затем деревня Тимново. Выше по течению Малой Колокши в настоящее время населенных пунктов нет. Однако урочища Горбаны, Макаровка и Ивановка указывают на места исчезнувших деревень .
На 1 января 2007 года в деревне числилось 2 постоянных жителя. Почтовое отделение Ераково обслуживает в деревне 4 дома.